# Campionati europei di atletica leggera 2018 - 400 metri piani femminili
I 400 metri piani femminili ai campionati europei di atletica leggera 2018 si sono svolti tra l'8 e l'11 agosto 2018.

## Podio
| Oro     | Justyna Święty Polonia       |
| Argento | Maria Belibasaki Grecia      |
| Bronzo  | Lisanne de Witte Paesi Bassi |

## Record
Prima di questa competizione, il record del mondo (RM), il record europeo (EU) ed il record dei campionati (RC) erano i seguenti:
| Record                | Prestazione | Atleta               | Data                               | Competizione |
| --------------------- | ----------- | -------------------- | ---------------------------------- | ------------ |
| Record mondiale       | 47"60       | Marita Koch Germania | 6 ottobre 1985 Canberra, Australia |              |
| Record europeo        | 47"60       | Marita Koch Germania | 6 ottobre 1985 Canberra, Australia |              |
| Record dei campionati | 48"12       | Marita Koch Germania | 8 settembre 1982 Atene, Grecia     | Europei 1982 |

## Risultati

### Batterie
Passano alle semifinali le prime due atlete di ogni batteria (Q) e le sei atlete con i migliori tempi tra le escluse (q).
| Pos. | Batteria | Corsia | Nome                     | Nazionalità                 | Tempo | Note                          |
| ---- | -------- | ------ | ------------------------ | --------------------------- | ----- | ----------------------------- |
| 1    | 1        | 6      | Laviai Nielsen           | Regno Unito                 | 51"67 | Q                             |
| 2    | 2        | 5      | Cynthia Bolingo Mbongo   | Belgio                      | 51"69 | Q                             |
| 3    | 3        | 6      | Maria Benedicta Chigbolu | Italia                      | 51"76 | Q                             |
| 4    | 1        | 5      | Cátia Azevedo            | Portogallo                  | 51"84 | Q                             |
| 5    | 2        | 7      | Floria Gueï              | Francia                     | 51"89 | Q                             |
| 6    | 1        | 2      | Gunta Latiševa-Čudare    | Lettonia                    | 51"98 | q                             |
| 7    | 4        | 7      | Polina Miller            | Atleti Neutrali Autorizzati | 52"01 | Q                             |
| 8    | 4        | 1      | Laura Bueno              | Spagna                      | 52"14 | Q                             |
| 9    | 2        | 3      | Bianca Răzor             | Romania                     | 52"19 | q                             |
| 10   | 4        | 8      | Iga Baumgart-Witan       | Polonia                     | 52"23 | q                             |
| 11   | 2        | 1      | Tamara Salaški           | Serbia                      | 52"39 | q                             |
| 12   | 3        | 4      | Camille Laus             | Belgio                      | 52"40 | Q                             |
| 13   | 3        | 2      | Andrea Miklós            | Romania                     | 52"40 | q                             |
| 14   | 3        | 3      | Tetjana Melnyk           | Ucraina                     | 52"44 | q                             |
| 15   | 2        | 6      | Nadine Gonska            | Germania                    | 52"54 |                               |
| 16   | 4        | 5      | Laura de Witte           | Paesi Bassi                 | 52"57 |                               |
| 17   | 4        | 4      | Matilda Hellqvist        | Svezia                      | 52"68 | Miglior prestazione personale |
| 18   | 4        | 6      | Modesta Morauskaitė      | Lituania                    | 52"68 |                               |
| 19   | 1        | 1      | Alyona Mamina            | Atleti Neutrali Autorizzati | 52"72 |                               |
| 20   | 1        | 8      | Alexandra Bezeková       | Slovacchia                  | 52"88 |                               |
| 21   | 3        | 5      | Déspina Mourtá           | Grecia                      | 52"96 | Miglior prestazione personale |
| 22   | 4        | 3      | Alina Lohwynenko         | Ucraina                     | 53"18 |                               |
| 23   | 3        | 7      | Iveta Putalová           | Slovacchia                  | 53"21 |                               |
| 24   | 2        | 8      | Lada Vondrová            | Rep. Ceca                   | 53"21 | Miglior prestazione personale |
| 25   | 3        | 1      | Alena Symerská           | Rep. Ceca                   | 53"25 |                               |
| 26   | 2        | 4      | Iríni Vasilíou           | Grecia                      | 53"37 |                               |
| 27   | 2        | 2      | Xenija Aksjonowa         | Atleti Neutrali Autorizzati | 53"37 |                               |
| 28   | 1        | 4      | Zdeňka Seidlová          | Rep. Ceca                   | 53"38 |                               |
| 29   | 1        | 7      | Anastassija Bryshina     | Ucraina                     | 53"62 |                               |
| 30   | 1        | 3      | Maja Ćirić               | Serbia                      | 53"65 |                               |
| 31   | 3        | 8      | Eva Misiūnaitė           | Lituania                    | 54"02 |                               |
| 32   | 4        | 2      | Evelin Nádházy           | Ungheria                    | 54"34 |                               |

### Semifinali
Oltre alle atlete qualificatisi nel primo turno, hanno avuto accesso diretto alle semifinali le dieci atlete che avevano il miglior ranking europeo prima della manifestazione. Queste atlete sono: Lisanne de Witte, Agnė Šerkšnienė, Justyna Święty, Madiea Ghafoor, Anyika Onuora, Maria Belibasaki, Małgorzata Hołub, Anita Horvat, Libania Grenot e Amy Allcock.
Passano alla finale le prime due atlete di ogni batteria (Q) e le due atlete con i migliori tempi tra le escluse (q).
| Pos. | Semifinale | Corsia | Nome                     | Nazionalità                 | Tempo | Note                                     |
| ---- | ---------- | ------ | ------------------------ | --------------------------- | ----- | ---------------------------------------- |
| 1    | 1          | 8      | Laviai Nielsen           | Gran Bretagna               | 51"21 | Q                                        |
| 2    | 1          | 5      | Maria Belibasaki         | Grecia                      | 51"23 | Q                                        |
| 3    | 3          | 4      | Justyna Święty           | Polonia                     | 51"23 | Q                                        |
| 4    | 1          | 4      | Lisanne de Witte         | Paesi Bassi                 | 51"24 | q                                        |
| 5    | 3          | 5      | Madiea Ghafoor           | Paesi Bassi                 | 51"29 | Q                                        |
| 6    | 2          | 7      | Iga Baumgart-Witan       | Polonia                     | 51"35 | Q                                        |
| 7    | 2          | 4      | Agnė Šerkšnienė          | Lituania                    | 51"41 | Q                                        |
| 8    | 1          | 6      | Floria Gueï              | Francia                     | 51"50 | q                                        |
| 9    | 3          | 3      | Libania Grenot           | Italia                      | 51"54 |                                          |
| 10   | 3          | 7      | Gunta Latiševa-Čudare    | Lettonia                    | 51"60 | Miglior prestazione personale stagionale |
| 11   | 3          | 8      | Polina Miller            | Atleti Neutrali Autorizzati | 51"65 |                                          |
| 12   | 1          | 3      | Małgorzata Hołub-Kowalik | Polonia                     | 51"74 |                                          |
| 13   | 2          | 5      | Anyika Onuora            | Regno Unito                 | 51"77 |                                          |
| 14   | 2          | 3      | Anita Horvat             | Slovenia                    | 51"89 |                                          |
| 15   | 3          | 6      | Amy Allcock              | Regno Unito                 | 51"91 |                                          |
| 16   | 1          | 7      | Cynthia Bolingo Mbongo   | Belgio                      | 51"92 |                                          |
| 17   | 1          | 1      | Tetjana Melnyk           | Ucraina                     | 52"20 | Miglior prestazione personale stagionale |
| 18   | 1          | 2      | Cátia Azevedo            | Portogallo                  | 52"23 |                                          |
| 19   | 2          | 8      | Maria Benedicta Chigbolu | Italia                      | 52"26 |                                          |
| 20   | 3          | 1      | Bianca Răzor             | Romania                     | 52"27 |                                          |
| 21   | 2          | 6      | Camille Laus             | Belgio                      | 52"40 |                                          |
| 22   | 3          | 2      | Laura Bueno              | Spagna                      | 52"46 |                                          |
| 23   | 2          | 2      | Andrea Miklós            | Romania                     | 52"49 |                                          |
| 24   | 2          | 1      | Tamara Salaški           | Serbia                      | 53"20 |                                          |

### Finale
| Pos. | Corsia | Nome               | Nazionalità   | Tempo | Note                                   |
| ---- | ------ | ------------------ | ------------- | ----- | -------------------------------------- |
|      | 3      | Justyna Święty     | Polonia       | 50"41 | Miglior prestazione europea stagionale |
|      | 4      | Maria Belibasaki   | Grecia        | 50"45 | Record nazionale                       |
|      | 2      | Lisanne de Witte   | Paesi Bassi   | 22"37 | Record nazionale                       |
| 4    | 5      | Laviai Nielsen     | Gran Bretagna | 51"21 |                                        |
| 5    | 6      | Iga Baumgart-Witan | Polonia       | 51"24 | Miglior prestazione personale          |
| 6    | 7      | Agnė Šerkšnienė    | Lituania      | 51"42 |                                        |
| 7    | 1      | Floria Gueï        | Francia       | 51"56 |                                        |
| 8    | 8      | Madiea Ghafoor     | Paesi Bassi   | 51"56 |                                        |